# Zbrodnie nacjonalistów ukraińskich w powiecie brzeżańskim
Zbrodnie nacjonalistów ukraińskich w powiecie brzeżańskim – zbrodnie nacjonalistów ukraińskich na głównie polskiej ludności cywilnej podczas czystki etnicznej w Małopolsce Wschodniej w powiecie brzeżańskim w dawnym województwie tarnopolskim w okresie II wojny światowej.
Ustalono 1 407 ofiar, szacowana łączna liczba zamordowanych obywateli polskich w powiecie brzeżańskim wyniosła 2 907 osób. Wypędzonych i wysiedlonych Polaków szacuje się na 27 233. Opuszczonych bądź spalonych domów 5 570.
Zbrodnie głównie były dziełem oddziałów UPA, samoobrony (SKW) i bojówek Służby Bezpieczeństwa OUN. W pacyfikacjach polskich wiosek w województwie tarnopolskim wzięły udział również pododdziały 4 pułku policji SS oraz policjantów Ukraińskiej Policji Pomocniczej.

## Zbrodnie według miejscowości
| Zbrodnie w miejscowościach                        | Ustalona liczba ofiar | Opuszczone/spalone domy |
| ------------------------------------------------- | --------------------- | ----------------------- |
| Augustówka                                        | 3                     | 78                      |
| Baranówka                                         | 11                    | 48                      |
| Brzeżany                                          | 40                    | 490                     |
| Budyłów                                           | 28                    | 313                     |
| Buszcze kol. Kalinówka                            | 57                    | 125                     |
| Byszki                                            | 12                    | 21                      |
| Ceniów                                            | 5                     | 135                     |
| Chorobrów                                         | 5                     | 12                      |
| Dryszczów                                         | 30                    | 32                      |
| Dubszcze                                          | 15                    | 41                      |
| Gaik                                              | 10                    | 10                      |
| Helenków                                          | 11                    | 10                      |
| Glinna                                            | 22                    | 12                      |
| Hinowice                                          | 26                    | 25                      |
| Hucisko                                           | 6                     | 340                     |
| Jakubowce                                         | 21                    | 30                      |
| Koniuchy                                          | 28                    | 100                     |
| Kotów                                             | 17                    | 54                      |
| Kozowa                                            | 37                    | 3000                    |
| Kozówka                                           | 20                    | 50                      |
| Kuropatniki                                       | 38                    | 231                     |
| Kurzany                                           | 74                    | 151                     |
| Leśniki                                           | 6                     | 26                      |
| Litiatyn                                          | 16                    | 110                     |
| Łapszyn                                           | 5                     | 231                     |
| Medowa                                            | 6                     | 24                      |
| Mieczyszczów                                      | 23                    | 240                     |
| Nadorożniów; kol. Dąbrowa                         | 2                     | 40                      |
| Narajów Miasto                                    | 36                    | 300                     |
| Narajów Wieś                                      | 15                    | 43                      |
| Olchowiec                                         | 11                    | 21                      |
| Plichów; wieś Wolica                              | 58                    | 62                      |
| Płaucza Mała; kol. Hrecajka                       | 106                   | 82                      |
| Płaucza Wielka                                    | 118                   | 51                      |
| Podwysokie                                        | 3                     | 63                      |
| Poruczyn                                          | 6                     | 120                     |
| Posuchów                                          | 8                     | 20                      |
| Potoczany                                         | 6                     | 10                      |
| Potutory                                          | 6                     | 10                      |
| Rekszyn; Folw. Pisarówka                          | 6                     | 44                      |
| Rohaczyn Miasto; Przysiółki: Korczunek, Pasieczna | 38                    | 32                      |
| Rohaczyn Wieś; Osada - Huta Szklana; Rybniki      | 28                    | 42                      |
| Słobódka                                          | 10                    | 74                      |
| Szarańczuki                                       | 21                    | 23                      |
| Stryhańce                                         | 21                    | 23                      |
| Szumiany Małe                                     | 25                    | 31                      |
| Szybalin                                          | 26                    | 137                     |
| Taurów                                            | 41                    | 315                     |
| Teofipólka                                        | 4                     | 91                      |
| Trościaniec                                       | 32                    | 61                      |
| Urmań                                             | 15                    | 21                      |
| Uwsie                                             | 10                    | 111                     |
| Wierzbów                                          | 20                    | 50                      |
| Wiktorówka                                        | 21                    | 92                      |
| Wulka                                             | 9                     | 16                      |
| Zapust Lwowski                                    | 106                   | 120                     |
| Żuków                                             | 16                    | 31                      |